# روبرت باكستون
روبرت باكستون (بالإنجليزية: Robert Paxton)‏ هو عالم سياسة ومؤرخ وأستاذ جامعي أمريكي، ولد في 15 يونيو 1932 في كسينغتون في الولايات المتحدة.